# Силичі (Логойський район)
Силичі — (біл. вёска Сілічы), село (веска) в складі Логойського району розташоване в Мінській області Білорусі, підпорядковане Знаменівській сільській раді.
Село Силичі розташоване в центральних районах Білорусі, в північній частині Мінської області - орієнтовне розташування.